# NGC 7118
NGC 7118 est une vaste galaxie lenticulaire située dans la constellation de la Grue. Sa vitesse par rapport au fond diffus cosmologique est de 4 921 ± 23 km/s, ce qui correspond à une distance de Hubble de 75,6 ± 5,1 Mpc (∼247 millions d'al). NGC 7118 a été découverte par l'astronome britannique John Herschel en 1834.
Selon la base de données Simbad, NGC 7118 est une candidate au titre de galaxie active.
À ce jour, six mesures non basées sur le décalage vers le rouge (redshift) donnent une distance de 89,283 ± 26,733 Mpc (∼291 millions d'al), ce qui est à l'intérieur des valeurs de la distance de Hubble. Notons cependant que c'est avec la valeur moyenne des mesures indépendantes, lorsqu'elles existent, que la base de données NASA/IPAC calcule le diamètre d'une galaxie et qu'en conséquence le diamètre de NGC 7118 pourrait être d'environ 67,0 kpc (∼219 000 al) si on utilisait la distance de Hubble pour le calculer.